# Max Delupi
Maximiliano Delupi (La Falda, 18 de enero de 1968) es un conductor de radio, actor, humorista y productor de radio y televisión argentino. Es principalmente reconocido por su trabajo en comedia como una de las mitades del dúo humorístico Thelma y Nancy, junto al actor Beto Bernuez.

## Trayectoria
Delupi inició su carrera como actor teatral en la adolescencia, y en la actualidad ya lleva participaciones como actor en cinco películas. Ganó el Premio Nacional de Cine y Video "Leonardo Favio" por su actuación en Una de ratis (1990), dirigida por Julio Hormaeche.
Como autor teatral ganó el premio OPPAT 1992. Delupi tiene más de veinticinco años de trayectoria en radio y TV, ya sea como conductor de programas o actor.

## Controversias
En septiembre de 2019, tras la presentación de un "pronunciamiento colectivo" en solidaridad con la denuncia pública que realizó la periodista y abogada Laura Leonelli, por "violencia de género y laboral ejercida por Delupi contra diferentes colegas", el directorio de los Servicios de Radio y Televisión (SRT) de la Universidad Nacional de Córdoba (UNC) tomó la decisión de apartar a Maximiliano (Max) Delupi de la "conducción de los programas y de las tareas de asesoramiento artístico" que desarrollaba en el medio universitario.
La presentación de Leonelli fue visibilizada en las redes sociales y trabajadoras de prensa manifestaron su repudio a los hechos y llevaron el reclamo ante la Universidad Nacional de Córdoba con la adhesión de otros sectores de la sociedad. Después de ese hecho, los SRT designaron una editora de género y ratificaron "lo aprobado en noviembre de 2018 de adherir al Programa de Género de la UNC y su Plan de Acción y disponer la implementación inmediata en su ámbito. También resolvieron "crear un espacio de escucha y ámbito de confianza para canalizar consultas, manifestaciones y/o denuncias respecto de situaciones de violencias de género”. El tema llegó al Concejo Deliberante de la ciudad de Córdoba ya que Delupi era asesor del bloque Vamos. Fueron las concejalas María José Almada, María Eugenia Reales y Miriam Acosta, quienes llevaron a cabo un pronunciamiento en el que expresaron su rechazo a este tipo de situaciones.
Delupi realizó un descargo en el que era su programa de radio “Que pretende usted de mí”, en Radio Kermés, afirmando: “Seguramente hubo parte que fue maltratada y destratada o no fue tratada como un igual”, y agregó "yo soy culpable de esto, yo no soy una víctima de esto, víctimas son las mujeres que atravesaron esto. Inicié un profundo cambio y me consta que mis compañeros tuvieron que ver con ello”. Radio Kermés decidió levantar en setiembre del 2019 el espacio de Delupi por una decisión consensuada del colectivo que gestiona la emisora comunitaria. “Aunque no hay constancia de que existan denuncias penales, no hacen falta para tomar la determinación de apartar el programa ‘Qué Pretende Usted de Mí’ de la programación”, señalaron.
En febrero de 2021 Delupi fue condenado a pagar más de un millón de pesos a los periodistas Roxana Acotto e Iñigo Biain, en concepto de daño, honorarios y costas. La jueza de primera instancia Civil y Comercial del Juzgado de Cuarta Nominación, María de las Mercedes Fontana, determinó que fue responsable de causar daño moral contra los periodistas. Se trata de un fallo inédito que sienta precedente en cuanto al uso de las redes sociales. La controversia se originó a finales de 2014, cuando el medio Infonegocios –del cual Biain es director– publicó que Delupi y su productora recibían una “desmesurada” pauta publicitaria del gobierno nacional para demostrar direccionamiento hacia las voces afines a la gestión gobernante; la publicación molestó a Delupi, quien comenzó a calumniar a los periodistas a través de redes sociales (principalmente en Twitter y Facebook) y en sus programas de radio, haciendo referencia al plano íntimo de los aludidos. “La naturaleza del daño (consecuencias disvaliosas en el espíritu de la persona) impide una restitución del estado de las cosas a la situación anterior al acaecimiento del ilícito dañoso, ya que es materialmente imposible hacerlo, puesto que no puede volverse el tiempo atrás. Es por ello que debe otorgarse una indemnización en dinero”, expresó la jueza Fontana en su resolución, agregando al respecto: “la libertad de expresión no puede ser utilizada como carta blanca para efectuar las más diversas manifestaciones, sin consecuencia alguna”, y que ese derecho “debe armonizarse con el de la integridad moral y el honor de las personas”.
El fallo mencionado en sí mismo sienta precedentes respecto al uso de las redes sociales: da por sentado que las expresiones en Twitter y Facebook deben ser consideradas con los mismos criterios que expresiones en otros soportes. La jueza Fontana considera en el escrito que Delupi “ha transgredido el umbral de lo que puede considerarse un ejercicio legítimo del derecho de libertad de expresión violentando el derecho de la intimidad y la vida privada”; menciona que las publicaciones de Delupi “aun cuando fueran ciertas, no tendrían razón de ser expuestos a la curiosidad malsana de terceros”, y termina indicando: “El derecho a la libertad de expresión no es absoluto y debe armonizarse con el de la integridad moral y honor de las personas”.

## Programas de radio y televisión

### Televisión
Se hizo popular por sus programas televisivos en Canal 10 (de Córdoba), Canal 12 (de Córdoba), 360 TV (de Buenos Aires) y Canal 9 (de Buenos Aires).
Entre sus programas televisivos se encuentran:
- Sabático
- Infrarrojo TV
- Avant premier
- Primera fila
- El cinematógrafo (productor) en C5N (de Buenos Aires)
- Good news TV
- Más vale nunca que tarde
- La Metro va
- Más vale tarde
- ADN TV en C5N (de Buenos Aires)

### Radio
Sus programas radiales fueron en las radios Rock & Pop (de Buenos Aires), Radio Universidad AM 580 (de Córdoba), Radio AM 530 Radio Madre (de las Madres de Plaza de Mayo, en Buenos Aires), Radio AM 750 (de Buenos Aires) y Radio Nacional Argentina AM 870 (de Buenos Aires).
Entre sus programas radiales se encuentran:
- La bestia pop''
- El show de Max Delupi
- Mega show
- Invento argentino
- El insomnio de los brujos
- Cool & the Ganga
- La coca es pa’l fernet
- ¿Qué pretende usted de mí?
- La gran estafa

## Teatro

### Autor
Lleva escritas diez obras de teatro, entre ellas:
- 1992: Entre musas y tallarines
- 1993: El beso rebotón
- 1996: Geolio y la razón
- 2011: El show de Thelma y Nancy
- El show de Thelma y Nancy (bol. II): show que además contó con la realización de un disco compacto con sus grandes éxitos.

### Productor
En teatro produjo los siguientes espectáculos:
- 2012: Encuentro de humor político federal en las provincias de Buenos Aires, Córdoba, Santa Fe, Mendoza, Santa Cruz y Entre Ríos.
- 2012: Avanti con la lengua

## Filmografía
En cine trabajó en las siguientes películas:
- 1990: Una de ratis, dirigida por Julio Hormaeche
- 2010: Ferroviarios, dirigida por Verónica Rocha
- 2011: La sombra azul, dirigida por Sergio Schmucler.

## Premios
Fue galardonado con los Premios Martín Fierro (2010 y 2012), Premios "Construyendo Ciudadanía" (2011) y Premios Nuevas Miradas en la Televisión (2013), entre otros.
- 1990: Primer Premio Nacional de Cine y Video por su actuación en la película Una de ratis dirigida por Julio Hormaeche.
- 1992: premio OPPAT (Organización para la Promoción del Autor Teatral) por su obra de teatro Entre musas y tallarines.
- 1994: Primer Premio Nacional (como director) en las Olimpíadas de Teatro de la Universidad Nacional de San Luis.
- 2008: Premio Elic por Infrarrojo (programa de entrevistas).
- 2010: Premio Martín Fierro al mejor programa de entretenimiento por Good news TV.
- 2011: mención en Premios Construyendo Ciudadanía en Radio y TV.
- 2012: Premio Martín Fierro al mejor programa humorístico por Más vale tarde
- 2014: Premio Nuevas Miradas en la Televisión, otorgado por la Universidad Nacional de Quilmes.

## Libros
- 2011: Thelma y Nancy: conversaciones en el banco de una plaza
- 2012: Thelma y Nancy: ¡Es culpa de la yegua!
- 2013: El compromiso social de «La Voz del Interior»
- 2014: Todos × Hebe
- 2014: Máximo Ortiva Facho: materialismo y represión
- 2016: "De que te reís" El humor político y la construcción de sentido en la Argentina reciente